# Lago Veerse
El lago de Veerse (que podría traducirse como lago de Veere, por la cercana ciudad de Veere) es un lago artificial situado en la provincia de Zelanda (Países Bajos), creado al aislarse del mar del Norte el Veerse Gat, un antiguo brazo del río Escalda Oriental, tras la construcción en 1961, en el marco del Plan Delta, de un dique exterior, el  Veerse Gatdam. El actual lago separa las antiguas islas (hoy unidas) de Noord-Beveland, Zuid-Beveland y Walcheren y tiene dos partes: el ya citado Veerse Gat, al oeste, y el Zandkreek, al este, por el que sigue comunicando con el Escalda Oriental,  aunque a través de una esclusa, la Zandkreekdam. Desde mayo de 2004, el agua salada del Escalda Oriental puede penetrar en el Veerse, provocando mareas de unos 25 cm y aumentando su salinidad, que es casi la del agua de mar.
Existen en su interior 13 islas deshabitadas, formadas por bancos de arena y algunas de sus orillas, que quedan al aire en marea baja, se han convertido en reservas naturales o excelentes lugares de recreo. El lago Veerse tiene unos 22 km de largo y un ancho de 1,5 km en algunos lugares.
El lago Veerse es uno de los pocos lugares en los Países Bajos donde se reproducen el cangrejo del Zuiderzee (Rhithropanopeus harrisii), el gusano trompeta, y la anguila del pan (Electra crustulenta). En el lago se pueden pescar truchas.  El lago es frecuentado por  marineros y pescadores, buzos, amantes del surf y del esquí acuático, gracias a un cable de esquí y un puerto deportivo en De Piet. En el lago pueden anclar alrededor de 3.500 embarcaciones de recreo. 
El 29 de agosto de 2000, una zona de 2.575 hectáreas del lago fueron declaradas sitio Ramsar (nº ref. 12512).

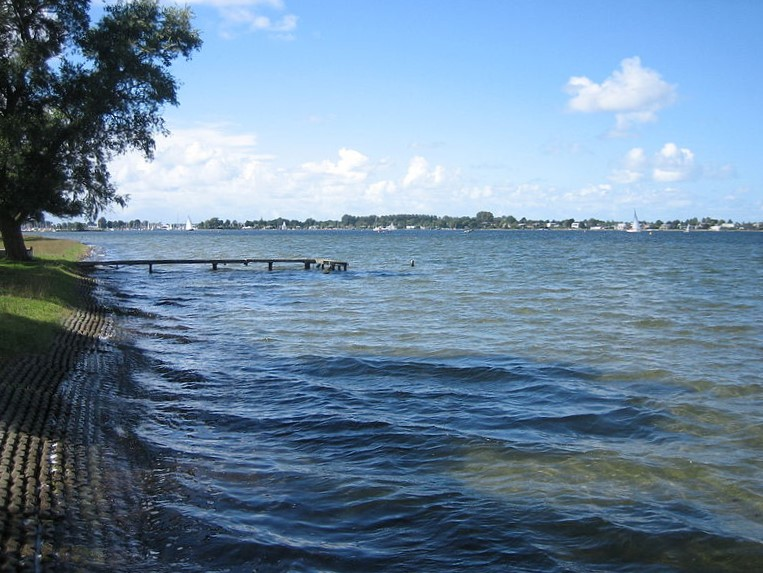
Vista del lago
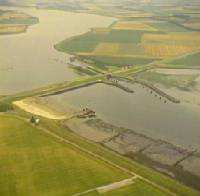
Vista de la presa del Zandkreekdam, que lo separa por el este del río Escalda Oriental
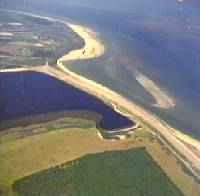
Vista de la presa del Veerse Gatdam, que lo separa del mar del Norte